# Sphaerolaimus ibericus
Sphaerolaimus ibericus is een rondwormensoort uit de familie van de Sphaerolaimidae.